# 高台民居

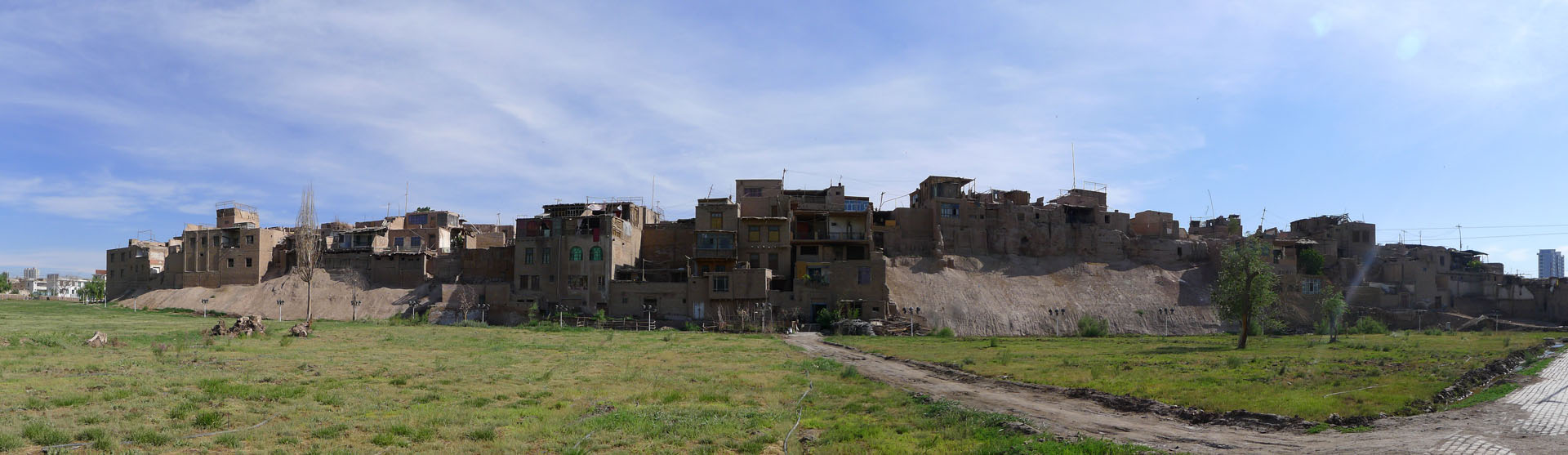

高台民居是新疆喀什市老城区东南缘的一处维吾尔民族聚居区，建于高40多米、长800多米黄土高崖之上。其形成于公元16世纪，已有600年历史。当地民俗风情遗存完好，是喀什知名的旅游胜地。
1. ↑  杨东. . 中国新闻网. 2016-08-09 20:25  [2019-01-23]. （原始内容存档于2019-01-23）.